# Bombus polaris
Bombus polaris là một loài Hymenoptera trong họ Apidae. Loài này được Curtis mô tả khoa học năm 1835.